# She Dies Tomorrow
She Dies Tomorrow és una pel·lícula de thriller psicològic de terror estatunidenca del 2020 escrita, dirigida i produïda per Amy Seimetz. És protagonitzada per Kate Lyn Sheil, Jane Adams, Kentucker Audley, Katie Aselton, Chris Messina, Tunde Adebimpe, Jennifer Kim, Olivia Taylor Dudley, Michelle Rodriguez, Josh Lucas i Adam Wingard.
La pel·lícula es va estrenar als Estats Units el 31 de juliol de 2020 per Neon i va rebre elogis de la crítica.

## Argument
L'Amy és una dona jove que recentment ha comprat una casa i la seva amiga Jane la felicita per telèfon. L'Amy sembla distant, confonent a la Jane, que esmenta que no pot venir perquè ha de passar per la festa d'aniversari de la seva cunyada, però accepta anar-hi de totes maneres. L'Amy busca urnes al seu ordinador, abans de canviar la seva recerca per jaquetes de cuir. Quan la Jane la visita, l'Amy li revela que sap que morirà l'endemà, cosa que Jane inicialment anul·la com a resultat del consum d'alcohol en Amy, revelant que Amy és una antiga alcohòlica. L'Amy diu repetidament que vol convertir-se en una jaqueta de cuir després de morir, perquè pugui ser útil. La Jane se'n va, dient-li que trucarà l'endemà. La Jane torna a casa seva per continuar estudiant mostres sota un microscopi, però de sobte es torna paranoica i corre a casa de l'Amy, deixant diversos missatges de veu però sense poder contactar amb ella. Aleshores marxa per anar a la festa d'aniversari de la seva cunyada.
A la festa, la Jane apareix desordenada i en pijama, confonent els altres convidats i molestant-los dient que ella també morirà demà. Això molesta la Susan, la cunyada de la Jane, mentre que el germà de la Jane, Jason, intenta desactivar la tensió. La Tilly, una convidada a la festa, li comenta al seu xicot, Brian, que pensava que la Jane estava boja mentre estan al cotxe preparant-se per marxar. No obstant això, Brian diu que pensava que tenia raó, revelant que la por de morir que tenen l'Amy i la Jane és contagiosa, i que totes dues ara estan infectades. Jason i Susan s'infecten mentre netegen després de la festa, ja que acaben transmetent la por a la seva filla. En un hospital, Brian mata el seu pare interrompent els seus sistemes de suport vital, i Tilly revela que simplement estava esperant la mort per trencar amb ell. Jane va a un metge, que inicialment vol derivar-la a un psicòleg.
L'Amy va a fer un passeig en un buggy amb un conductor, durant el qual recorda una vegada que ella i el seu xicot Craig van anar a la casa de vacances del germà de Craig durant un cap de setmana. Durant el cap de setmana, els dos van demanar pizza, i es dona a entendre que Craig es va infectar pel repartidor de pizza. Després del viatge, l'Amy passa la por al conductor del buggy, abans que els dos intentin sortir breument, abans de rendir-se. De tornada al consultori del metge, la Jane passa la por al metge, que té una avaria abans de marxar a estar amb la seva dona. La Jane torna a casa i comença a comunicar-se amb els bacteris que veu al microscopi en un intent de calmar-se, abans de veure alguna cosa entrar a casa seva i li pregunta "és com acaba tot?"
L'Amy torna a la casa de vacances per descobrir que Craig s'ha suïcidat. L'endemà al matí, Jason i Susan discuteixen sobre el que creuen que serà el seu darrer dia i acorden no despertar la seva filla perquè pugui morir mentre dorm. Aleshores, Jane entra a casa de dues dones joves, Sky i Erin, que no semblen incomodes per l'aparença sagnant de la Jane, abans de revelar que totes dues també tenen la malaltia. La Jane demana utilitzar la piscina i comença a nedar mentre la seva sang empapa l'aigua. Sky i Erin parlen casualment sobre el que es trobaran a faltar quan siguin morts. Aleshores, l'Amy visita una botiga de pells i comença a fer preguntes sobre el treball personalitzat, i finalment preguntant què podrien fer amb "un mamífer". L'Amy comença a esquinçar-se mentre l'empleada descriu el procés, abans de despertar-se sobre una sacsejada i trobar-se estirada sobre unes roques. Comença a xiuxiuejar per a si mateixa, passant entre "tot bé" i "no estic bé", i cantirejant suaument.

## Repartiment
- Kate Lyn Sheil com a Amy
- Jane Adams com a Jane
- Kentucker Audley com a Craig
- Chris Messina com a Jason
- Katie Aselton com a Susan
- Tunde Adebimpe com a Brian
- Jennifer Kim com a Tilly
- Olivia Taylor Dudley com a Eri[1]
- Michelle Rodriguez com a Sky
- Josh Lucas com a Doc
- Adam Wingard com a Dune Buggy Man
- James Benning com a Leatherman

## Producció
Seimetz va finançar la pel·lícula utilitzant el seu sou de Pet Sematary. Se li va ocórrer la idea del guió després de notar com la gent reaccionava quan compartia les seves històries d'atacs d'ansietat.

## Alliberament
Originalment, la pel·lícula s'havia d'estrenar mundialment a South by Southwest el 14 de març de 2020. Tanmateix, el festival es va cancel·lar a causa de la pandèmia de COVID-19. Neon va adquirir els drets de distribució de la pel·lícula el març de 2020. She Dies Tomorrow es va estrenar als autocinemes el 31 de juliol de 2020, seguit d'un vídeo a la carta el 7 d'agost de 2020.

## Recepció
El lloc web de l'agregador de ressenyes Rotten Tomatoes va recopilar 190 ressenyes crítiques i va identificar el 84% d'elles com a positives, amb una valoració mitjana de 7.3/10. El consens dels crítics al lloc web és: "Formalment provocadora i emocionalment crua, She Dies Tomorrow confirma l'escriptora i directora Amy Seimetz com una cineasta amb una visió única i oportuna." Metacritic va valorar la pel·lícula amb una valoració mitjana ponderada de 80 sobre 100, basada en 37 crítics, indicant "crítiques generalment favorables".
Va participar al LIII Festival Internacional de Cinema Fantàstic de Catalunya, on va guanyar el Premi Carnet Jove al millor llargmetratge.